# Fille de Jaïre

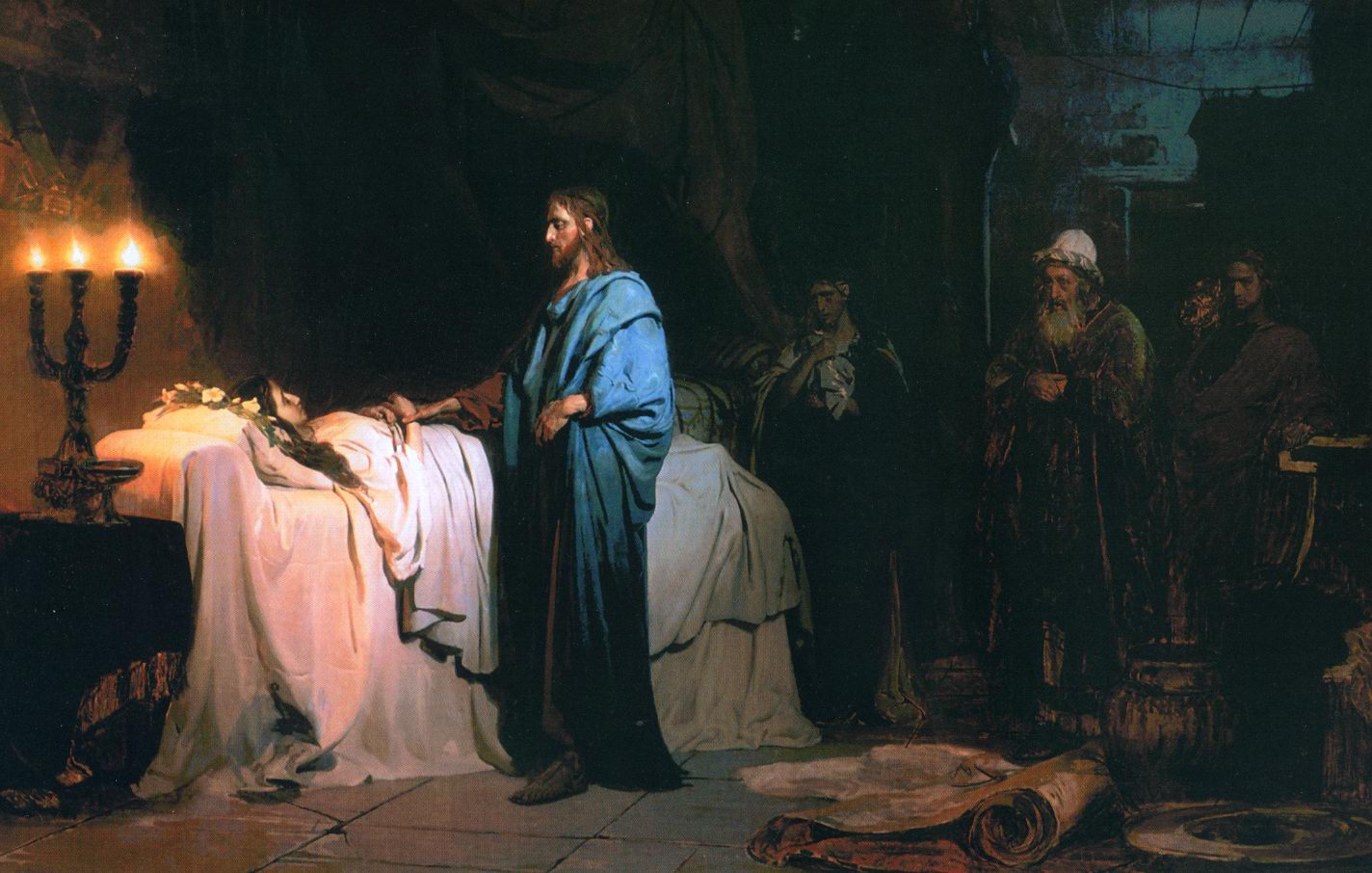
La résurrection de la fille de Jaïre par Ilia Répine (1871).

La fille de Jaïre désigne un personnage du Nouveau Testament. Elle est la fille du chef de synagogue Jaïre (ou Jaïrus). Elle est associée à l'un des miracles de Jésus, celui de la résurrection de la fille de Jaïre, décrit dans les Évangiles synoptiques aux passages suivants : Marc 5:21-43, Matthieu 9:18-26 et Luc 8:40-56.
Chez Marc, l'épisode se conclut par l'obligation du « secret messianique ».

## Récit

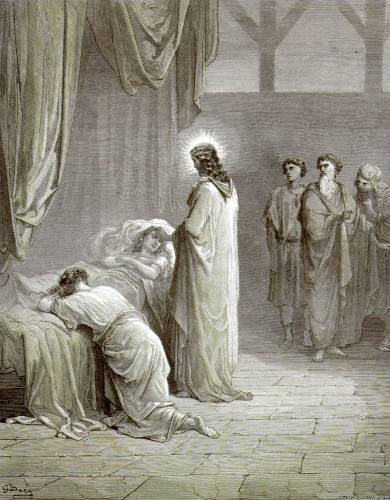
Résurrection de la fille de Jaïre, gravure de Gustave Doré.

Cet épisode survient juste après l'exorcisme du possédé de Gerasa. Jaïre vient demander à Jésus de soigner sa fille mourante. Peu de détails sont donnés quant à l'identité de Jaïre. L'Évangile selon Matthieu n'indique même pas son nom. Sa fonction exacte n'est pas non plus mentionnée de façon précise : le terme grec employé est άρχισυνάγωγος, ce qui désigne l'appartenance à un conseil de direction d'une synagogue ou bien la présidence momentanée d'une assemblée. Il porte un nom hébraïque, Ya'ir, qui signifie « il éclaire » ou « il réjouit ». Alors qu'il est un notable, il s'abaisse aux pieds de Jésus.
Tandis que Jésus marche jusqu'à la maison de Jaïre, une femme malade parmi la foule, souffrant de perte de sang, tente de toucher son vêtement. Au moment où elle y arrive, elle est guérie. Pendant ce temps, la fille de Jaïre, âgée de douze ans, meurt, mais Jésus poursuit son chemin jusqu'à la maison et la ramène à la vie, ou selon ses mots, la réveille, en lui ordonnant de se lever. Dans le récit de Marc, la phrase en araméen est « Talitha koumi », traduite en grec par ταλιθα κουμ, ce qui signifie « Jeune fille, lève-toi, je te le dis ».

### Texte
Évangile selon Matthieu, chapitre 9, versets 18 à 26 (traduction d'après la Bible par Louis Segond) :
« Tandis qu'il leur adressait ces paroles, voici, un chef arriva, se prosterna devant lui, et dit : Ma fille est morte il y a un instant ; mais viens, impose-lui les mains, et elle vivra. Jésus se leva, et le suivit avec ses disciples. Et voici, une femme atteinte d'une perte de sang depuis douze ans s'approcha par derrière, et toucha le bord de son vêtement. Car elle disait en elle-même : si je puis seulement toucher son vêtement, je serai guérie. Jésus se retourna, et dit, en la voyant: Prends courage, ma fille, ta foi t'a guérie. Et cette femme fut guérie à l'heure même. Lorsque Jésus fut arrivé à la maison du chef, et qu'il vit les joueurs de flûte et la foule bruyante, il leur dit : Retirez-vous ; car la jeune fille n'est pas morte, mais elle dort. Et ils se moquaient de lui. Quand la foule eut été renvoyée, il entra, prit la main de la jeune fille, et la jeune fille se leva. Le bruit s'en répandit dans toute la contrée. »

## Interprétation
Les deux miracles ainsi disposés constituent un exemple des histoires intercalées, avec un miracle inséré dans l'autre. Ceci établit un contraste entre la vieille femme souffrante depuis douze ans, et la jeune fille qui a douze ans. D'après l'historien Thierry Murcia, les deux épisodes seraient historiques. Ils interviendraient un jour de Kippour, jour de jeûne et de pardon des péchés. La femme aurait souffert de menstrues irrégulières et la jeune fille aurait été victime d'un coma hypoglycémique, d'où le fameux diagnostic posé par Jésus : « elle n'est pas morte : elle dort » suivi de l'injonction « qu'on lui donne à manger ».
L'un des enseignements de cet épisode de l'histoire de Jésus est que la foi permet d'obtenir la guérison. Lorsque la femme est guérie, Jésus lui dit : « Ta foi t'a sauvée ». Pour Pierre Chrysologue, il est clair que ce miracle veut porter tous les humains à croire, mais aussi que le temps ne peut pas intervenir sur le don d'une réalité éternelle. Ce miracle montre aussi l'omnipotence de Dieu. Pour l'abbé Antoni Carol i Hostench, ce passage de la Bible est exemple de foi sans limite. Il cite l'annonce de l'archange à Zacharie et celle de Marie, qui sont pour lui deux autres exemples extraordinaires de la foi. Il cite aussi saint Luc afin de prouver la générosité divine envers ceux qui croient : « Et moi je vous dis : demandez et vous recevrez, cherchez et vous trouverez, frappez et l'on vous ouvrira » (Luc 11, 9).